# I tre moschettieri (programma radiofonico)
I Tre Moschettieri, opera di Alessandro Dumas padre, è il titolo del programma radiofonico italiano andato in onda in una nuova edizione in trenta episodi, sceneggiati e diretti da Marco Parodi per Rai Radio 2, dal 2 febbraio al 27 febbraio 2004, trasmessi dal lunedì al venerdì, dalle ore 8:48 alle 9 del mattino. Questo allestimento, ricco e ben curato, presentò musiche originali di Germano Mazzocchetti, che aggiunsero un tocco di solennità. Potrebbe considerarsi un omaggio per il compleanno della Radio, che festeggiava gli 80 anni della sua fondazione, ricordando che settant'anni prima la rivista di Angelo Nizza e Riccardo Morbelli, I quattro moschettieri (1936-1937), ebbe un ruolo fondamentale nella storia della radio e della cultura italiana.

## Trama
La storia inizia nel 1625. La Francia è sotto il governo del re Luigi XIII, marito della splendida Anna d'Austria. Il re non gode dell'affetto dei nobili ribelli e degli Ugonotti, ma riceve il supporto del cardinale Richelieu, una persona esperta, astuta e senza scrupoli. Richelieu talvolta agisce come un sincero consigliere del re, mentre altre volte si attiva contro la sua volontà per sconfiggere i nemici della Monarchia, accentuandone il dominio. Il re, pur rispettando Richelieu, gioisce quando i suoi moschettieri – le sue guardie personali – trionfano in duello contro le temute guardie del cardinale. D'Artagnan, figlio di un nobile ma impoverito guascone, si ritrova catapultato in un mondo di complotti e intrighi, per servire a Parigi il re grazie a una lettera di raccomandazione per il signor di Tréville. Proprio nell'ufficio del signor di Tréville, D'Artagnan incontrerà i tre moschettieri Athos, Porthos e Aramis. Da quel momento i quattro giovani spadaccini diventeranno indissolubili, affrontando sempre insieme mille avventure straordinarie.

## Nuovo allestimento radiofonico
Nella versione contemporanea non ci sono più gli intenti parodistici d'epoca, ora la narrazione voluta dal regista si fa seria e familiare, difficilmente riconoscibile rispetto alla precedente versione satirico-popolare. L'effetto complessivo cambia se l'ascoltatore è al primo incontro con l'opera letteraria originale.
Ogni episodio inizia con la voce narrante di D'Artagnan, interpretato dall'attore Adriano Giannini, al suo debutto radiofonico, e la trama si sviluppa con un ritmo incalzante. Molti eventi sono già stati appresi, quando alla settima puntata si scopre che il cardinale di cui si parla fin dall'inizio è il Cardinale Richelieu, interpretato da Gianni Musy, figura astuta e malvagia.
Nei frequenti duelli, caratterizzati da suoni di spade e grida, si percepisce che il sangue è finto, come quando da ragazzi si combatteva con spade di legno. Athos (Emilio Bonucci), Porthos (Antonello Fassari) e Aramis (Stefano Santospago) riescono a scherzare anche durante i combattimenti, presentandosi così all'ascoltatore. Il romanzo offre già dialoghi così memorabili da diventare proverbiali, contornati da battute in rima («la vostra fortuna dipende dalla vostra devozione»). Nella sesta puntata spicca il dialogo tra la regina Anna d'Austria (Laura Fo) e Lord Buckingham (Oreste Rizzini), in cui la Regina regala dei puntali di diamanti al suo amante, il quale nutre un amore che si accontenta di un semplice nastro smarrito o di uno sguardo perduto.
Infine, il personaggio di Bonacieux, interpretato da Silvio Spaccesi, mise in risalto, per contrasto, il coraggio e l'audacia dei moschettieri del Re.

## Personaggi principali
- D'Artagnan: Adriano Giannini
- Athos: Emilio Bonucci
- Porthos: Antonello Fassari
- Aramis: Stefano Santospago
- Bonacieux: Silvio Spaccesi
- Milady: Chiara Muti
- Planchet: Renzo Rinaldi
- Richelieu: Gianni Musy
- Rochefort: Danilo Di Girolamo
- Madame Bonacieux: Nicoletta Bertor

## Curiosità
La storia letteraria de I tre moschettieri finisce il 28 ottobre 1628, con l'assedio di La Rochelle, ultima roccaforte degli Ugonotti sul continente. In Italia, nei Promessi sposi, dieci giorni dopo, il 7 novembre, don Abbondio esce dalla canonica per andare a passeggio in riva al lago di Como e incontrare i bravi. In pochi giorni – nell'opinione di Bruno Gambarotta – «si passa dalla solare gioia di vivere francese di Dumas alla plumbea predestinazione italiana di Manzoni».
Fa parte della trilogia dei Moschettieri, Vent'anni dopo, anch'essa proposta da Rai Radio in un reading in 55 puntate dell'attore Paolo Bonacelli per Ad alta voce, oltre che alla lettura de I tre moschettieri, registrate nel 2015.